# 도요쿠니촌 (아이치현 하즈군)
도요쿠니촌(豊国村)은 아이치현 하즈군에 설치되었던 촌이다. 현재의 고타정에 해당한다.